# Jazz Samba Encore!
Jazz Samba Encore! — спільний музичний альбом американського саксофоніста Стена Гетца та бразильського гітариста Луїса Бонфа в стилі босанова, записаний та виданий студією звукозапису Verve 1963 року.
У записі також взяли участь Том Жобім та співачка Марія Толедо, майбутня дружина Луїса Бонфа. Альбом містить стандарти Жобіма та оригінальні композиції Бонфа. Широко відома обкладинка альбому в стилі абстрактного експресіонізму, як і декілька інших обкладинок до альбомів Стена Гетца, створена пуерториканською художницею Ольгою Альбіцу.
За задумом продюсера, Кріда Тейлора, альбом став першою частиною так званої «бразильської трилогії» Гетца, до якої згодом додались Getz/Gilberto (1963) та Stan Getz with Guest Artist Laurindo Almeida (1963).

## Список композицій
| Трек | Назва                  | Автори                                   | Тривалість |
| ---- | ---------------------- | ---------------------------------------- | ---------- |
| A1   | «Sambalero»            | Луїс Бонфа                               | 2:07       |
| A2   | «Só Danço Samba»       | Антоніу Карлус Жобін                     | 3:35       |
| A3   | «Insensatez»           | Антоніу Карлус Жобін, Вінісіус ді Морайс | 3:18       |
| A4   | «O Morro Nao Tem Vez»  | Антоніу Карлус Жобін, Вінісіус ді Морайс | 6:50       |
| A5   | «Samba De Duas Notas»  | Луїс Бонфа                               | 4:18       |
| B1   | «Menina Flor»          | Луїс Бонфа, Марія Толедо                 | 4:05       |
| B2   | «Mania De Maria»       | Луїс Бонфа, Марія Толедо                 | 2:30       |
| B3   | «Saudade Vem Correndo» | Луїс Бонфа, Марія Толедо                 | 3:36       |
| B4   | «Um Abraço no Getz»    | Луїс Бонфа                               | 4:20       |
| B5   | «Ebony Samba»          | Луїс Бонфа                               | 1:50       |

## Виконавці
- Стен Гетц — тенор-саксофон
- Луїс Бонфа — гітара
- Антоніу Карлус Жобін — гітара, фортепіано (трек А3)
- Дон Пейн — контрабас (треки: A5, B1, B2, B3, B5), Джордж Дювів'є — контрабас (треки: A1, A2, A3, A4, B4), Томмі Вільямс — контрабас (треки: A1, A2, A3, A4, B4)
- Паоло Феррейра, Хосе Карлос, Дейв Бейлі — барабани
- Марія Толедо — вокал (треки A1, A3 та з A5 до B3)